# Ganoderma applanatum
Ganoderma applanatum ((Pers.) Pat., Hyménomyc. Eur. (Paris): 143 (1887)) è un fungo parassita e saprofita della famiglia delle Ganodermataceae.

## Descrizione

### Corpo fruttifero
Sessile, o brevemente peduncolato, può raggiungere anche 60 cm di estensione massima; superficie con croste corrugate talvolta su zone concentriche, color cannella.
Tubuli
Sul lato inferiore del ricettacolo, stratificati.
Pori
Molto piccoli e di colore biancastro.
Carne
Suberosa, marrone.
Spore
Brune in massa, con poro tronco ialino.

## Habitat
Comune, perennante, vive tutto l'anno, su ogni tipo di legno, in particolare su tronchi di leccio.

## Commestibilità
Non commestibile perché legnoso.

## Specie simili
- A volte può essere scambiato con Fomes fomentarius (soprannominato "fungo dell'esca").

## Etimologia
Dal latino applanatus, spianato, per la sua forma resupinata (piana)

## Sinonimi e binomi obsoleti
- Agaricus lipsiensis (Batsch) E.H.L. Krause, Basidiomycetum Rostochiensium, Suppl. 4: 142 (1932)
- Boletus applanatus Pers., Observationes mycologicae (Lipsiae) 2: 2 (1800) [1799]
- Boletus lipsiensis Batsch, Elenchus fungorum, cont. prim. (Halle): 183 (1786)
- Elfvingia applanata (Pers.) P. Karst., Bidr. Känn. Finl. Nat. Folk 48: 334 (1889)
- Elfvingia megaloma (Lév.) Murrill, Bull. Torrey bot. Club 30(5): 300 (1903)
- Fomes applanatus (Pers.) Gillet, Hyménomycètes (Alençon): 685 (1878)
- Fomes applanatus f. leucophaeus (Mont.) Lloyd
- Fomes gelsicola Berl., Malpighia 3: 373 (1889)
- Fomes incrassatus (Berk.) Cooke, Grevillea 14(no. 69): 21 (1885)
- Fomes leucophaeus (Mont.) Cooke, Grevillea 14(no. 69): 18 (1885)
- Fomes longoporus Lloyd, Mycol. Writ. 6: 940 (1920)
- Fomes megaloma (Lév.) Cooke, Grevillea 14(no. 69): 18 (1885)
- Fomes stevenii (Lév.) P. Karst., Bidr. Känn. Finl. Nat. Folk 37: 75 (1882)
- Friesia applanata (Pers.) Lázaro Ibiza, Revta R. Acad. Cienc. exact. fis. nat. Madr. 14: 587 (1916)
- Ganoderma flabelliforme Murrill, J. Mycol. 9(2): 94 (1903)
- Ganoderma gelsicola (Berl.) Sacc., Fl. Ital. Crypt., Fungi: 1010 (1916)
- Ganoderma incrassatum (Berk.) Bres., Hedwigia 56: 295 (1915)
- Ganoderma leucophaeum (Mont.) Pat., Bulletin de la Société Mycologique de France 5(2,3): 73 (1889)
- Ganoderma lipsiense (Batsch) G.F. Atk., Annales Mycologici 6: 189 (1908)
- Ganoderma lipsiense sensu auct.; fide Checklist of Basidiomycota of Great Britain and Ireland (2005)
- Ganoderma megaloma (Lév.) Bres., Hedwigia 53: 54 (1912)
- Phaeoporus applanatus (Pers.) J. Schröt., Pilzfl. Schlesiens 1: 490 (1888)
- Placodes applanatus (Pers.) Quél., Enchiridion Fungorum, in Europa Media Præsertim in Gallia Vigentium (Paris): 171 (1886)
- Polyporus applanatus (Pers.) Wallr., Fl. crypt. Germ. (Nürnberg) 2: 591 (1833)
- Polyporus concentricus Cooke, Grevillea 9: 13 (1880)
- Polyporus incrassatus Berk., J. Linn. Soc., Bot. 16: 41 (1878)
- Polyporus leucophaeus Mont. [as 'leucophaeum'], Syll. Crypt.: 157 (1856)
- Polyporus lipsiensis (Batsch) E.H.L. Krause, Basidiomycetum Rostochiensium: 54 (1928)
- Polyporus megaloma Lév., Annls Sci. Nat., Bot., sér. 3 5: 128 (1846)
- Polyporus merismoides Corda, Deutschl. Flora, III (Pilze) 3: 139 (1837)
- Polyporus stevenii Lév., Annls Sci. Nat., Bot., sér. 2: 91 (1844)
- Polyporus subganodermicus (Lázaro Ibiza) Sacc. & Trotter, Sylloge fungorum (Abellini) 23: 369 (1925)
- Scindalma gelsicola (Berl.) Kuntze, Revis. gen. pl. (Leipzig) 3: 518 (1898)
- Scindalma incrassatum (Berk.) Kuntze, Revis. gen. pl. (Leipzig) 3: 518 (1898)
- Scindalma leucophaeum (Mont.) Kuntze, Revis. gen. pl. (Leipzig) 3: 519 (1898)
- Scindalma lipsiense (Batsch) Kuntze, Revis. gen. pl. (Leipzig) 3: 518 (1898)
- Scindalma megaloma (Lév.) Kuntze, Revis. gen. pl. (Leipzig) 3: 519 (1898)
- Scindalma stevenii (Lév.) Kuntze, Revis. gen. pl. (Leipzig) 3: 519 (1898)
- Ungularia subganodermica Lázaro Ibiza, Revta R. Acad. Cienc. exact. fis. nat. Madr. 14: 674 (1916)